# Tufão Cora (1969)
O tufão Cora, conhecido nas Filipinas como tufão Ibiang, foi um tufão moderadamente forte que causou impactos significativos no Japão e nas Ilhas Carolinas durante a temporada de tufões de 1969 no Pacífico. A Depressão Tropical 09W formou-se em 12 de agosto de 1969, 2 dias após a dissipação do tufão Betty (Huling). A depressão se intensificou na tempestade tropical Cora em 14 de agosto e mais tarde se intensificou no tufão Cora 4 dias depois. Cora chegou às ilhas Ryukyu em 19 de agosto, logo após a tempestade se intensificar para o status de categoria 2 . A Ilha de Okinawa recebeu danos menores . Depois de chegar a Kyushu – Honshu, Cora fez a transição para um estado extratropical e terminou em 21 de agosto. Cora se dissipou em 23 de agosto de 1969 .

## História meteorológica
Às 6:00 UTC, em 12 de agosto de 1969, o Joint Typhoon Warning Center começou a monitorar uma depressão tropical que se formou ao norte das Ilhas Carolinas . Danificando a maior parte das Ilhas Carolinas, a depressão tropical moveu-se para o norte e, em 14 de agosto, às 23:00 UTC, a tempestade se intensificou em uma tempestade tropical com ventos de até 35 mph (56 km/h)  . Então a tempestade tropical recebeu o nome de Cora . A tempestade tropical Cora viajou para a Área de Responsabilidade das Filipinas e foi designada como Tempestade Tropical Ibiang em 16 de agosto às 23:00 UTC .
Depois de trazer chuva para as Filipinas e Taiwan, Cora deixou a Área de Responsabilidade das Filipinas e com ventos de até 100 mph (160 km/h), a tempestade se intensificou para tufão às 11:00 UTC . Um dia depois, em 18 de agosto, o tufão Cora se intensificou para categoria 2 com ventos de até 85 mph (137 km/h) . Logo depois, Cora começou a fazer uma formação definitiva dos olhos e terminou no mesmo dia. Como atingiu a costa principalmente nas Ilhas Ryukyu ( Okinawa), Cora subiu para a ilha de Kyushū com ventos de até 70 kn (81 mph) às 23:00 UTC de 20 de agosto. Honshū recebeu uma chuva torrencial do tufão Cora .
Cora então começou a transição para um estado extratropical . O tufão Cora terminou em 21 de agosto às 16:00 UTC . O ciclone extratropical subiu com ventos de até 40 kn (46 mph) . Depois de cruzar Honshū e produzir chuva, Cora se dissipou perto de Hokkaidō em 23 de agosto às 05:00 UTC . Cora foi o único tufão que afetou o Japão naquela temporada e o segundo ciclone tropical a impactar o Japão antes da severa tempestade tropical Alice.

## Preparativos e impacto
Antes do tufão Cora atingir a costa, houve até 34 avisos e 15 deles estavam na intensidade do tufão pelo Joint Typhoon Warning Center e pela Agência Meteorológica do Japão . Como uma depressão tropical, Cora trouxe chuvas sobre as Ilhas Carolinas, sendo uma delas o Atol Woleai.
Depois de se intensificar em um tufão de categoria 2, o tufão Cora atingiu as ilhas Ryukyu com fortes chuvas e causou a fuga de famílias nas costas baixas. Depois de causar danos menores, o tufão Cora matou uma pessoa e 37 pessoas na ilha de Okinawa em 19 de agosto . Antes da dissipação de Cora em 23 de agosto, Cora deixou centenas sem casas e deixou a polícia para ajudar na recuperação dos danos . Cora também trouxe chuva para Hokkaidō e Honshū antes de se dissipar em 23 de agosto .